# Noha
Noha, insieme a Collemeto e Santa Barbara è una frazione del comune di Galatina.
Situata a 78 m s.l.m., nella zona centro-occidentale della provincia, dista circa 1 km dal capoluogo comunale in direzione nord.

## Toponomastica
Il suo nome originario, riportato su documenti e mappe geografiche del passato era Noe, mentre in altri documenti era chiamata Noia. Esistono varie teorie circa l'origine del nome stesso.
Noha potrebbe aver ereditato il suo nome dall'antica famiglia feudataria dei De Noha da Lecce, presente nel territorio sicuramente già dal 1253. Nei documenti più antichi la città compare con il nome di "Noia", il che farebbe ipotizzare una possibile derivazione dal termine medioevale "novia", che stava ad indicare i terreni palustri. Altri sostengono invece che derivi dalla parola greca "noe", cioè vedere, ipotizzando che stesse ad indicare la posizione di osservazione favorevole della città, più elevata rispetto al territorio circostante.
Secondo il prof. R. Franchini di Novoli, la spiegazione sarebbe da ricondurre all'antica tradizione di intitolare i villaggi a nomi di santi, in particolar modo dopo il IX secolo si diffuse in Terra d'Otranto la devozione per la Madonna di Costantinopoli, cioè "S. Maria Novae Odegitriae", abbreviato in "Santa Maria Novae", da cui Noe.
Un'ultima teoria farebbe derivare invece il nome dal latino "domus novae" (case nuove) con riferimento alla ricostruzione delle abitazioni successiva alla distruzione del centro operata intorno al 500 dai barbari.
A sostegno di questa teoria anche il termine dialettale tuttora usato per indicare il paese: "Nove", che in salentino significa "nuove".
È quindi probabile che i nobili De Noha, che nel paese misero il centro della loro baronia, adattarono il nome "Noe" al loro cognome.
Quando il comune di Galatina, dopo aver inglobato tutti i possedimenti di Noha, ne face una sua frazione, fissò nei documenti ufficiali il nome attuale del paese.

## Storia
Il territorio su cui sorge Noha è stato abitato fin dai tempi più antichi. Il ritrovamento di tombe e reperti del periodo messapico fa ipotizzare che il centro sia sorto tra il 400 ed il 200 a.C., quando i Messapi colonizzarono gran parte del Salento. L'antico villaggio messapico era collocato nella zona tra l'attuale masseria Colabaldi, la cappella di Sant'Antonio, e località detta la "ghianda".
Noha è stata sicuramente abitata anche nel periodo romano. In seguito alla sconfitta dei Sanniti la Puglia entrò a far parte dell'Impero romano ed i salentini furono impegnati nella guerra contro i Cartaginesi di Annibale che si spinse fino al Capo di Leuca. Probabilmente l'antico abitato di Noha andò distrutto o danneggiato in questo periodo, ma fu successivamente ricostruito e si ampliò notevolmente. Nelle campagne intorno al paese sono stati ritrovati numerosi reperti del periodo romano.
Nel 410 d.C. i Visigoti, dopo aver saccheggiato Roma, invadono l'Italia meridionale, compresa la penisola salentina. Nello stesso secolo arrivano i Vandali e nel 500 i Goti. In questo periodo si presume che Noha fu nuovamente distrutta.
Nel 554 durante la guerra greco-gotica i Bizantini guidati dal generale Narsete sconfiggono i barbari ed il Salento passa sotto il controllo dell'Impero bizantino.
In seguito al Concilio di Nicea II (784) che mise fine alla persecuzione dei monaci di rito greco ad opera degli Iconoclasti, molti monaci e religiosi che avevano trovato riparo nel Salento iniziarono a costruire su tutto il territorio chiese e conventi.
Anche a Noha i Basiliani costruirono il loro convento, oggi distrutto. Il convento sorgeva presumibilmente su un terreno di fronte alla masseria Colabaldi, ancora oggi chiamato "Santu Totaru" (San Teodoro). Recentemente in quel terreno è stato ritrovato nel corso di alcuni lavori un pozzo molto profondo forse quello collocato al centro del convento.
A Noha si praticò il rito bizantino fino al 1637. Vi era una chiesa greca dedicata alla Madonna di Costantinopoli, divenuta in seguito alla latinizzazione la chiesa della Madonna delle Grazie, oltre a questa chiesa e alla matrice di S Angelo nel territorio di Noha erano presenti altre 13 chiese appartenenti alla chiesa di Sant'Angelo. Queste altre chiese furono distrutte dai turchi, di queste ne rimangono solo tre: Sant'Antonio Vecchio:ora Sant'Antonio di Padova, San Teodoro e San Vito: ora esistenti, ma ne rimangono alcuni resti. Si sa per certo che nel 1270 il barone di Noha era Pietro De Noha, membro di un'antica e nobile famiglia leccese, i De Noha appunto, che possedettero numerosi feudi in tutto il Salento.
Dalla visita pastorale del 1412 si apprende che in quel periodo la popolazione era di circa 700 abitanti. Nel XV secolo numerose guerre sconvolsero la Terra d'Otranto, le campagne divennero disabitate, alcuni borghi vennero distrutti, la popolazione si concentrò nei centri più sicuri. In questo periodo Noha vide diminuire notevolmente la sua popolazione, tanto che nel 1532 questa non superava le 150 unità. Per contro il vicino casale di Galatina acquisì una grande importanza diventando uno dei maggiori centri della provincia.
Fino al 1500 circa Noha fu suffeudataria del Conte di Lecce, divenne poi autonoma sino al 1583, quando si estinse la famiglia De Noha, con la morte del barone Giulio Cesare De Noha. Le proprietà dei De Noha furono divise in mancanza di eredi maschi. Il casale di Noha con le dipendenze di Pisanello e Padulano andò alla figlia del Barone, Adriana, che lo portò in dote nel matrimonio con il Marchese di Marigliano, Geronimo Montenegro. Nel 1693 Noha passò alla famiglia Spinola. Nello stesso anno gli Spinola comprarono anche il Ducato di Galatina. Da allora le due città rimasero soggette allo stesso potere e seguirono insieme le sorti della nobile famiglia. Tuttavia erano comuni autonomi come risulta da numerosi documenti. Nel 1806 Noha aveva ancora una propria amministrazione comunale e quando nel 1809 fu stabilito lo stato civile, nel comune di Noha furono compilati i relativi uffici autonomamente. Dal catasto fondiario del 1807 si può risalire inoltre all'effettiva delimitazione del comune di Noha, il cui territorio era diviso in cinque sezioni.
Soltanto quando nel 1811 fu elaborata la nuova circoscrizione che divise la provincia di Terra d'Otranto in comuni, circondari e distretti, il comune di Galatina considerò nei propri documenti Noha come sua frazione. Poiché nessuno si oppose a tale decisione unilaterale da allora fino ad oggi Noha è rimasta ufficialmente una frazione di Galatina.

## Monumenti e luoghi d'interesse

### Chiesa di San Michele Arcangelo
La Chiesa Madre, dedicata a San Michele Arcangelo, fu ricostruita nel 1901 su una struttura precedente. Dai documenti è possibile dedurre le varie fasi della chiesa. La prima struttura risalirebbe al 1452. Fu rifatta nel 1502, poi nel 1600, nel 1857 ed infine nel 1901. Nel 1600 la chiesa era di dimensioni più piccole, con il tetto di tegole. Sulla facciata troneggiava una statua di San Michele in pietra leccese, rimossa nel 1901. Ora si trova nel Museo di Galatina.
Presenta un semplice prospetto caratterizzato da un portale, dalle colonne, dall'architrave,dal fregio e da un rosone centrale su cui è posizionato lo stemma di Noha raffigurante tre torri sormontato da una corona. L'interno, a tre navate scandite da pilastri con una cupola, al centro dell'abside l'altare maggiore con un Crocefisso, con due altari barocchi ai lati della croce latina in pietra leccese provenienti dall'antica costruzione seicentesca. Gli altari sono dedicati a San Michele Arcangelo e all'Immacolata. Sono presenti altre opere d'arte dell'antica struttura come le tele dell'Immacolata, della Madonna del Rosario (primo decennio del 1600), della Madonna di Costantinopoli, di San Vito (1721) e del Santissimo Sacramento. Vengono custodite le statue di San Michele, di San Luigi Gonzaga, di San Rocco, di San Biagio, del Sacro Cuore di Gesù, di Sant'Antonio da Padova, della Madonna del Rosario, di San Gabriele dell'Addolorata, dell'Immacolata, del Cristo Risorto e di Santa Lucia. Accanto all' altare dell'Immacolata è presente l'altare del Sacro Cuore e del Santissimo Sacramento con un altorilievo dell'Apparizione di Gesù con il S. Cuore a Santa Margherita Maria Alacoque. Al di sopra del portale sul lato sinistro della chiesa, l'organo a canne.
La chiesa conserva inoltre le reliquie di alcuni santi con rispettiva autentica: San Michele Arcangelo, Santi Martiri di Otranto, San Filippo Neri, San Biagio, San Pasquale Baylon, Santa Lucia, Santa Liberata, San Bonaventura, San Camillo de Lellis, San Domenico di Guzman, Sant'Albano da Magonza, San Quintino, San Vincenzo Ferreri, San Nicola vescovo, Santa Teresa del Bambin Gesù, San Gerardo Maiella, Santa Maria Goretti e di S.Gabriele dell'Addolorata. Si conservano inoltre le reliquie appartenenti all'abito e al velo della Madonna. È una chiesa bellissima nonostante la sua semplicità. La parrocchia fa parte della diocesi di Otranto dal 1988,prima faceva parte della diocesi di Nardò.Nel novembre e dicembre 2013 la comunità nohana ha accolto con stupore dapprima i resti mortali di San Gabriele dell'Addolorata e poi i resti dei Santi Martiri Idruntini.
- Altare di San Michele
- L’Alessandrelli, arciprete di Noha verso la metà del 1800 così lo descrive: "E camminando più oltre verso la man destra vi sta l'Altare di S. Michele Arcangelo protettore di Noha, e Titolare della Chiesa, costruito di pietra leccese in scoltura in ordine Dorico indorato col suo nicchio in mezzo, sopra del quale vi è la statua del glorioso S. Michele Arcangelo in forma di guerriero, e tiene ai piedi il Dragone infernale in alto ferito, quale statua è di pietra leccese indorata e colorita nei lati del quale vi sono due colonne intagliate, e colorite colle loro basi e capitelli, in uno dei quali vi sono scolpiti Adamo ed Eva tentati dal serpente. E nell'altro lato gli stessi discacciati dal Paradiso terrestre dall'Angelo. Nelli lati di dette colonne vi sono due statue, una di S. Francesco d'Assisi, e l'altra di S. Antonio di Padoa colorite. Sopra li capitelli delle soprascritte colonne vi sono li corrispondenti cartocci coloriti, ed un baldacchino di tavola pitturato in oglio colli cornici corrispondenti fatto a spese del Rev.do Arciprete di detta Chiesa D. Nicola Soli. In alto, sulla parete sopra l’altare, c’è una lapide con questa scritta: (D.O.M. Allo splendore orientale, al principale capo dei Cori Angelici, Michele Arcangelo, vessillifero del nuovo Giove, la munificenza, l'onore, l'augurio, a spese proprie il suo predecessore ora in cielo. D. Donato Antonio Palamà Arciprete e i cittadini di Noha diedero, donarono, dedicarono nell'anno del Signore 1664."
- Altare dell'Immacolata in stile dorico

In mezzo vi è il quadro dell'Immacolata Concezione "sospesa su una mezza luna(simbolo islamico) tra gli angeli, con al di sotto il paesaggio terrestre" con cornice dorata. Nel 2008 è stata lodevolmente restaurato: altare e tela dell'Immacolata.
Tela Madonna del Rosario
È di dimensioni 3 metri per due. È il più antico e di autore. L'artista che lo dipinse si chiamava Antonio Donato d'Orlando di Nardò: certamente è del primo decennio del 1600. Si può con ragione pensare che fosse parte di un antico altare non più esistente nel 1621. Vi è l'immagine della SS. Vergine del Rosario che tiene il Bambino Gesù. Entrambi mostrano la corona del Rosario: il Bambino a San Domenico e la Madonna a Santa Caterina da Siena dipinti sotto. Sopra la Vergine ci sono due Angeli che con una mano reggono una corona sul capo della Madonna e con l'altra mostrano una corona del Rosario. Tutt'intorno in alto sono dipinti i quindici misteri del Rosario. Questa tela è stata lodevolmente restaurata nel 2008.
- Tela Madonna di Costantinopoli
- Era la pala dell'Altare della Madonna di Costantinopoli. È di dimensioni 3 metri per due. Vi è dipinta la Madonna in alto con puttini intorno. San Nicola di Bari e San Francesco di Paola in basso. È di autore ignoto. L'Altare fu fatto nel 1717 per volontà del chierico selvatico Orazio Donno di Noha, come si può vedere dall'atto notarile del Notaio Marcantonio Cesari di Galatina. C'era l'obbligo di celebrare in questo altare quattro Messe l'anno: una nel giorno della sua festa che era il primo martedì di marzo, l'altra nel giorno di Pasqua, un'altra il giorno di S. Stefano e l'altra nel giorno del Corpus Domini. Anche questa tela nel 2008 è stata restaurata. Anzi dopo il restauro sono apparse con grande evidenze le lettere iniziali (COD) del chierico selvatico Orazio Donno che aveva commissionato la tela.
- Tela di San Vito, San Pasquale e del Sacramento

Della dimensione di 3 metri per due. Vi è dipinto San Vito con la palma del martirio in mano e San Pasquale Baylon in atto di adorare il Santissimo che rifulge nell'ostensorio tra diversi angioletti. Questo quadro, di autore ignoto, fu fatto nel 1721 a spese del Sig. Ignazio Pandolfi di Noha per l’altare di San Vito che oggi non c’è più. Nel 2008 la tela è stata magistralmente restaurata.

### Altre chiese
- Chiesa della Madonna delle Grazie Quando nel 1965 fu demolita la chiesa preesistente, ne fu costruita una nuova, moderna, ampia con i locali della catechesi e della pastorale, fu consacrata dal vescovo l'8 dicembre 2001 e dedicata sempre alla Compatrona, la Vergine delle Grazie. Costruita per volontà del popolo e di don Donato Mellone, è a forma di croce, all'interno, entrati dal grande portale ci colpisce il Crocifisso sull'altare in marmo. A destra dell'altare, in una nicchia celeste, la statua della Madonna delle Grazie (quella che un tempo era nella chiesa antica greco-bizantina), accanto alla Madonna, in uno stipo di vetro, la statua del Santissimo Crocefisso a mezzo busto. Sulla sinistra dell'altare, superata una porta, vi è la cappella del Santissimo Sacramento dove sulle pareti è raffigurata la Sacra Famiglia. Di fronte alla chiesa, si trovano i bei giardini dedicati alla Madonna.
- Chiesetta della Madonna del Buon Consiglio La Cappella della Vergine in Via Aradeo è stata rifatta dopo la precedente struttura del 1960 e della vecchia nicchia, consacrata nel 2003 dall'arcivescovo di Otranto. Immersa nel verde tra alberi e siepi con un colore tenue. Di dimensioni ridotte, sull'abside è appeso il quadro della Madre del Buon Consiglio del 2003, sopra la porta un'ampia vetrata triangolare tra il tetto e il muro è decorata con l'immagine della Madonna e il Bambino. Sulla sinistra dell'altare la statua della Madonna il cui busto sbuca da nuvole con il bambino in braccio. La festa viene preceduta dal triduo e ricorre il 26 aprile: la statua della Vergine viene portata in processione.
- Chiesetta di Sant'Antonio di Padova Nel feudo di Noha vi erano vari centri di culto tra cui uno dedicato a Sant'Antonio Abate, con il tempo la gente ha sostituito la devozione al Santo di Padova. La cappella sorge dove una volta c’era il paese poi distrutto dai barbari. Questa costruzione è stata rifatta, la prima era una nicchia in pietra, nel 1928 viene costruita la cappella(di dimensioni ridotte),nel 1988 viene riedificata la cappella. La nuova struttura, consacrata nel 1988 dal vescovo di Nardò-Gallipoli, a croce greca, si presenta slanciata con cupola e campanile a guglia che ricorda la basilica del Santo di Padova. La facciata è originale, in pietra leccese con gigli scolpiti e croce. Il pavimento è un mosaico con motivi floreali mentre quasi al centro dell'altare è raffigurato il calice e l'ostia. L'altare attaccato al muro è in pietra leccese. Sull'altare a pala, la tela dove è raffigurato Sant'Antonio che tra gigli contempla Gesù bambino, cinque angeli ammirano la scena. Sullo sfondo è ritratta la cappella di Noha. La cupola è maestosa, l'esterno è di ceramica verde. Sulla lanterna la piccola statua del Santo. All'interno nelle vele sono dipinti i quattro evangelisti. Nel giorno di festa, il 13 giugno, la gente si riunisce per onorare il Santo.
- Chiesetta Madonna di Costantinopoli Si trova verso sud su Via Collepasso, la cappella è ad un’unica navata rettangolare, cui si aggiunge, un vano rettangolare dove sono collocati degli stipi contenenti alcune statue in cartapesta e stoffa: due statue della Madonna di Costantinopoli, i cui abiti blu e bianchi sono di stoffa con un mazzo di fiori e un fazzoletto tra le mani, la statua del Cristo Risorto, del Cristo Morto (che fino al 1880 era nella chiesa antica greco-bizantina), la statua di Santa Cristina, un busto di San Pio da Pietrelcina, all'ingresso le statue di Sant'Antonio da Padova e dell'Immacolata con un Crocifisso. Nella cappella vi è un quadro che raffigura la Vergine con il Bambino, Santa Lucia e San Francesco di Paola. Qui viene celebrata nel pomeriggio del giovedì santo la S. Messa della Cena e viene allestito il repositorio con la Pietà: il Cristo Morto e l'Addolorata (vestita di nero con le braccia spalancate e i fazzoletti in mano. Il Venerdì Santo le due statue vengono portate in Chiesa Matrice per la processione in sera inoltrata. Il sabato santo viene addobbato l'altare per la Resurrezione e il Lunedi in Albis, festa della Madonna di questa chiesa, c’è la processione dalla Parrocchia alla cappella con l'altra statua della Vergine esposta precedentemente in Chiesa Madre. La cappella è stata restaurata e aperta al culto dove due giorni ogni mese viene celebrata la Messa.
- Edicola Devozionale Madonna di Lourdes Lourdes è quel luogo dove l'11 febbraio 1858 Bernadette Soubirous fu visitata da una «signora, avvolta nella luce con le vesti candide su una roccia»: l'Immacolata Concezione. Nell'anno mariano 1954 in occasione del centenario delle apparizioni di Lourdes, sulla Via per Aradeo, il parroco di allora Paolo Tundo fece erigere una piccola grotta fatta con pietre. Dopo la benedizione, venne messa una lapide: "o passeger chiunque tu sia, sosta per mormorare un Ave Maria-Anno Mariano 1954". All'interno sono presenti le statue in pietra della Vergine con la veggente. L'11 febbraio di ogni anno dopo la processione viene celebrata la Messa in questa grotta.
- Ex chiesetta di san Michele Dietro la chiesa madre, svoltando a sinistra, c’è una viuzza piccola, stretta. Dopo questa strettoia si apre su una piazzola che limita l’accesso ad alcune abitazioni ora disabitate. Una di quelle abitazioni (al numero 9) probabilmente era una chiesetta dedicata a San Michele Arcangelo: oggi è un semplice locale che funge da deposito degli attrezzi di un muratore. L’interno ha una volta a botte, in un angolo un focolare (residuo delle famiglie che vi hanno abitato), qualche stipo incavato nel muro come si usava allora. Ma il più interessante è l’esterno. Sopra la porta c’è una piccola nicchia, anche carina dal punto di vista architettonico, su cui vi è un affresco che ormai è quasi scomparso. Ma si vede ancora bene che l’immagine è di S. Michele. Purtroppo in basso all’immagine è stato aperto un buco quadrato di circa 40 cm per 40 circa, per fare un finestrino che desse luce e aria all’interno, mutilando così l’affresco. Sulla trave (in pietra leccese) che forma il sostegno per la porta, è scolpita una scritta in latino che nella prima parte è molta chiara a leggersi: Laus Deo - A.D. 1779. Il che significa: Lode a Dio. Anno del Signore 1779. Poi subito sotto, la scritta continua con caratteri non tutti leggibili, ma sembra di intuire che vi sia scolpito il nome “Mastro Francesco”. Su questa chiesetta, in un secondo tempo, è stato elevato un altro piano, distruggendo probabilmente un piccolo campanile e una croce che era situata sulla sommità della facciata. Infatti c’è ancora il passaggio di una scala che portava sopra il campanile, anche se oggi questo passaggio è stato murato.
- Chiesa della Madonna delle Grazie (non più esistente) era di forma ottagonale, distava pochi passi dalla chiesa madre. Da ogni lato vi era la via pubblica. Dalla parte di Ponente vi era appoggiato il Calvario. La chiesa aveva tre finestre con le relative vetrate e altre nella cupola che pure era di forma ottagonale. Vi era un solo altare. In mezzo vi era il quadro della Madonna delle Grazie con Gesù Bambino in braccio. Ai lati vi erano dipinti San Vincenzo Ferreri e San Vito Martire. Sopra il cornicione dell'altare vi era un quadro con su dipinto il Padre Eterno. Sulla parete destra vi era dipinta la presentazione di Maria al Tempio e a sinistra l'Assunzione della Madonna. All'entrata sulla porta vi era il quadro della natività di Gesù. In tre stiponi vi erano la statua della Madonna delle Grazie (che si custodisce nella nuova chiesa), di San Francesco di Paola e dell'Immacolata Concezione. La statua di Cristo morto, che ancora oggi si usa nella settimana santa, era in questa chiesa fin dal 1850. La chiesa era anche sede della Confraternita della Madonna delle Grazie. È stata demolita nel 1960. Sul luogo dove sorgeva, in piazza San Michele, è presente una mappa del paese dove dietro di questa c'è una descrizione e una foto della chiesa.

### Masseria Colabaldi
Masseria Colabaldi, situata all'ingresso nord provenendo da Galatina, è un'antica masseria del 1595 come si deduce dalla data incisa sul prospetto principale. Fu edificata dal conte Nicola Baldi che acquistò una proprietà dei Basiliani. Costruendo la masseria fu inglobato quanto rimaneva della chiesa e del convento di San Teodoro distrutti dai Turchi nel 1480. Il complesso basiliano venne edificato nell'840. La chiesa, utilizzata per secoli come stalla, è riconoscibile da un finestrone a croce greca e da un solenne arco trionfale.
Accanto alla chiesetta vi è il Conventino dei Basiliani, in cui è possibile ancora individuare i resti delle cellette per i monaci. L'angolo più a nord dell'attuale masseria presenta mura spesse due metri: con molta probabilità prima del convento doveva esserci una torre di presidio romano a guardia di Noha messapica (chiamata anche Noe o Noje o Noie), un abitato che si estendeva nella pianura in contrabbasso della masseria da circa il 300 a.C. L'abitato venne raso al suolo dai Vandali, nel 500.

### Palazzo baronale
Il Castello o Palazzo Baronale risalirebbe al XIV secolo. Esattamente di fronte al frantoio ipogeo oggi si vede la facciata del Castello e del Palazzo Baronale. Un tempo era la residenza del Barone De Noha che aveva messo la sede della sua grande baronia. Il Castello Baronale dei Signori De Noha è situato in Via Castello. Fra Leandro Alberti che vide il Castello, in una sua opera del 1525 Descrittione di tutta l'ltalia, lo ricorda come il fortissimo Castello di Noia posto in forte loco. Il Castello era a pianta quadrangolare dotato di bastioni sui quattro angoli. Questa struttura è stata il centro del potere feudale e certamente per quei tempi era una risposta valida per le esigenze difensive del paese, sia per la sua posizione strategica e sia per la costruzione della torre a ridosso del Castello che controllava la triplice entrata nel paese. Nel 1700, dopo l’estinzione della Famiglia dei Baroni De Noha, subì delle modifiche sostanziali e, riparato alla meglio, diventò una masseria. In questo palazzo c’era la chiesa dell'Annunziata (una delle 13 chiese di Noha).

### Torre Medievale con ponte levatoio
La torre di Noha è situata nel giardino retrostante il "Castello baronale". Tuttora presenta tutti i requisiti della torre di avvistamento e di difesa. Con il prospetto principale rivolto verso Nord, quindi verso l'antica strada, la torre s'innalza su due piani a pianta quadrangolare di metri 7 x 5 e raggiunge circa 10 metri di altezza. Una scala risolta in un'unica rampa lievemente incurvata verso Est, è poggiata su un'arcata a sesto acuto ed è munita di ponte levatoio. Il piano di legno ribaltabile è stato sostituito da una lastra metallica, che certamente impediva in caso di pericolo l'accesso al vano, posto al piano superiore. Realizzata con conci di tufo sistemati per corsi orizzontali abbastanza regolari, la costruzione è coronata da un elegante motivo ad archetti. Situata a circa 80 metri sul livello del mare, permetteva forse un collegamento a vista con altre torri poste nel territorio circostante e realizzava il posto ideale di osservazione di un lungo tratto di strada. A questo punto conviene anche tener presente che dietro al Castello, verso gli anni ‘50 sono state scoperte delle “Neviere” o fosse granarie. Ne sono state trovate numerose, una accanto all'altra, scavate e incavate nella roccia, di forma ovale, profonde circa tre metri e larghe nel punto più ampio circa due metri, alcune ancora col coperchio di circa 60 centimetri. Purtroppo sono state tutte interrate e distrutte. E probabile che fossero del tempo dei Basiliani.

### Altri monumenti
- Casa Rossa La Casa rossa è sempre stata di pertinenza del Castello o Casa Baronale, solo da qualche anno ha cambiato proprietari. Nei locali del frantoio ipogeo, che risale probabilmente al 1771, antistante la Casa Baronale, si può nota-re lo stile architettonico ed il colore delle pareti simile a quelle del recinto esterno della Casa rossa. Si può dedurre che l'autore si sia ispirato per copiarne l'architettura.
- Trozza La Trozza si trova a sud del paese andando verso Collepasso, ed è stata un pozzo di acqua sorgiva profondo 90 metri, molto utile alle esigenze del paese povero di acqua potabile, fino all’introduzione dell’acquedotto pugliese. Orazio Congedo lo fece fare nel 1878, come troviamo scolpito sul frontale del pozzo, proprio per venire incontro alla necessità urgente dell’acqua per gli abitanti di Noha. Per molti anni l’acqua è stata attinta a mano, pagando un tanto a “menza”. Anche se le iniziali del nome scolpite sul pozzo sono quelle di Orazio Congedo (H.C.), questo dono a Noha era dei fratelli Gaetano e Orazio, perché nel testamento del 1859 Gaetano aveva stabilito che 1000 ducati erano da destinarsi ai poveri di Galatina e di Noha e che il fratello Orazio ne fosse l’esecutore. Questo testamento divenne esecutivo dopo la morte di Gaetano, avvenuta probabilmente nel 1866.
- Casiceddhre Le casette, o casiceddhre, sono state costruite da Cosimo Mariano (Noha 1882 - Galatina 1924). “Mastro Mariano” così è inciso sul frontale della prima casa partendo da Ovest. Sono ubicate sulla terrazza di una delle corti della casa baronale, esattamente la stessa in cui visse Cosimo Mariano con la sua famiglia. Le "casiceddhre" hanno un grande valore artistico, infatti sono state classificate al secondo posto dopo la Basilica di Santa Caterina di Galatina dai"Luoghi del cuore-FAI"
- Frantoio Ipogeo (1771)Si trova proprio di fronte al palazzo baronale: è stato scoperto nel 1994 in occasione dello scavo per l’impianto di metanizzazione. Al trappeto sotterraneo, al lavoro durissimo che vi si svolgeva in condizioni insostenibili, ai suoi operatori, i "trappitari", l'"anichirio", la "ciuccia", è legata gran parte della produzione poetica popolare in lingua dialettale del Salento. Un detto di Noha per esempio diceva: t’hai combinatu comu nu thrappitaru, per dire che uno si è veramente molto insudiciato. I vecchi frantoi ipogei conservano, in modo estremamente distinto, i segni della forte e paziente mano dell'uomo e posseggono una "spazialità" propria degli edifici religiosi, fatta di penombre e di silenzio. Il frantoio, durante il periodo in cui era in attività, rappresentava tutto per coloro che vi lavoravano: la casa, la famiglia, la chiesa. Da qui il detto "lu thrappitu è chiesa" (il trappeto è chiesa). Questi uomini si recavano nelle loro dimore solo per la festa dell'Immacolata, per Natale e per Capodanno. Il conferimento delle olive al trappeto, per la loro macinatura avveniva dalla strada, dove attraverso le "Sciave", sorta di camini scavati nella pietra che collegavano la strada al frantoio, le olive venivano buttate nell'interno del frantoio stesso in attesa della loro lavorazione. Illuminava l’oscurità la lucerna, simbolo della vita intima e familiare; sin da tempi antichissimi, con la sua tenue fiammella è stata la compagna degli spiriti solitari. Si viveva sobriamente, senza troppe fantasie, si accudivano i poderi, si aspettava con santa pazienza la ricolta delle ulive. E quando questa era buona, con che letizia s'udiva, durante l'inverno, squillare la campanella della mula girante intorno alla macina, e risuonare il grido dei trappetari. Il frantoio ipogeo esiste ancora a Noha, anche se in stato di totale abbandono e chiuso al pubblico. Si potrebbe pensare di recuperarlo per farlo rientrare in un itinerario turistico reale che varrebbe la spesa creare oggi anche a Noha. È costituito da ampie sale, da un corridoio stretto e piccolo che fa da tratto di unione con un altro frantoio. La sua origine potrebbe risalire ai tempi dei monaci basiliani, perché sono questi monaci che hanno introdotto la coltivazione dell’ulivo nel Salento. Sicuramente a Noha nasce con la costruzione del Castello, verso la fine del 1400, con i Baroni della famiglia De Noha. Il lavoro nel trappeto iniziava nel mese di ottobre e terminava a fine aprile. Nel frantoio vivevano insieme, per tutto il tempo della lavorazione delle ulive, uomini ed animali ed in esso erano presenti per questo, oltre agli ambienti destinati al deposito delle ulive ed alla loro lavorazione, alla conservazione dell’olio, anche dormitori, tavoli in pietra per mangiare e stalla per gli animali. L’accesso al trappeto era vietato a chiunque, anche agli stessi proprietari delle ulive. Agli stessi contadini che dovevano portare le olive per la macinatura era vietato l'ingresso nell'interno del trappeto per evitare il verificarsi di furti sia di olive che di olio. Il personale addetto al trappeto era formato di tredici persone, suddiviso in due squadre, con un solo Capo Su una parete interna del trappeto si possono osservare una croce greca e una croce latina con sotto incisa nella pietra una data: 1771. Facilmente stanno a significare che nel trappeto lavoravano e convivevano in santa pace persone di rito ortodosso e latino.
- Torre dell'Orologio (1861) La struttura è in stile classico con finizioni in pietra leccese; donata dai fratelli Orazio e Gaetano Congedo, benefattori di Galatina, nel 1861. La torre culmina con un chiostro di archetti in cui sono ubicate le due campane dell'orologio. È stata sede dell'anagrafe di Noha fino agli anni '80 del 1900. Da allora è inutilizzata ed in stato di abbandono totale.
- Calvario (inizi XX secolo) Costruito nel 1923 da Michele d'Acquarica, con delle pitture raffiguranti la passione di Cristo. Si trova in via Collepasso. Questo luogo è protagonista nella Domenica delle Palme per la benedizione degli ulivi, per la Via Crucis e per la predicazione della Passione di Cristo al termine della processione del venerdì santo
- Stemma: Si trova sul frontone della chiesa di San Michele: "Dentro uno scudo a cartocci vi sono tre torri con una piccola finestra e una porta per ogni torre. Le torri sembrano sorvegliare sul mare su cui veleggiano due navi con la prua orientata verso est. La torre centrale è più larga e più alta delle altre. Le tre torri sono rappresentate così forse perché volevano evidenziare l’importanza di Noha come postazione di avvistamento che si collegava con le altre torri del territorio per comunicare eventuali pericoli. Lo scudo termina con una corona o cerchia turrita con 8 punte, merlate alla ghibellina. A destra di chi guarda c’è un rametto di quercia e a sinistra uno di arancio tenuti assieme da un nastro che alla base del centro forma un fiocchetto."
- Monumento dei Caduti: L'attuale monumento si trova in Piazza Menotti, su una lastra in ferro sono incisi i nomi dei caduti in guerra di Noha. Il vecchio monumento era più piccolo e si trovava alle spalle della chiesa.

## Eventi
- Festa Patronale in onore di San Michele Arcangelo - 28-29-30 settembre (celebrazioni religiose e civili) e 8 maggio (solo riti religiosi)

I tre giorni vengono preceduti dalla Novena, in questi giorni di festa solenne le strade principali vengono addobbate dalle luminarie e da baracche. Nel giorno della Vigilia ricorre la Processione dopo la Santa Messa, per le strade con il simulacro del Santo accompagnato dalle associazioni ecclesiali, civili, cittadine e dalla banda. Il 29 vengono celebrate le San Messe in onore del patrono, verso mezzanotte avviene lo sparo dei fuochi pirotecnici e l'ultimo giorno di festa viene allietato dai concerti. A Noha il Santo Patrono si festeggia anche l'8 maggio: giorno della Festa dell'Apparizione di San Michele sul Monte Sant'Angelo (Gargano-Puglia), nei registri parrocchiali del 1740 viene riportato un miracolo attribuito dal popolo al santo. Era il 20 marzo 1740: "Ad hore mezza della notte giorno di Domenica nella Congregazione di S. Maria delle Grazie haveva io colli fratelli incominciato l'esercizio della Congregazione: voltatosi un temporale tempestoso che non mai sene haveva così veduto, e tanto impetuoso e spaventevole che ne menava li tecoli per l'aria, S. Michele havendosi da se stesso tirato il velo che lo copriva havendolono visto coll'occhi molte donne che dentro la Chiesa si ritrovavano facendo orazione e di subbito diedero notizia a me sottoscritto che mi ritrovava dentro la detta Congregazione, ed io andato con tutto il popolo cantai le Litanie Maggiori havendo primieramente esposto sopra l'Altare del Glorioso S. Michele le reliquie di questa parrocchiale, e fu tanto lo terrore e lo spavento del miracolo perché vedeva ogn'uno la faccia del Santo tutta smunta di colore ed imbianchita come la stessa lastra che tenivo ed havendosi da me fatto un sermone al popolo finì la funzione con una disciplina pubblica, e licenziai il popolo verso le quattro hore della notte non volendo in nissuna maniera uscirne il popolo lacrimante ed incenerito per lo spettacolo e spavento del tempo che fuori cessò per l'intercessione del Protettore. Ita est Don Felice de Magistris, sustituto."
Fiera dei cavalli - Madonna della 'Cuddhrura' - lunedì dell'Angelo
Il giorno dopo Pasqua,Noha è protagonista di una fiera del bestiame in onore della Vergine di Costantinopoli. Nel pomeriggio dopo la processione con la statua della Madonna dalla Chiesa Madre alla chiesetta c'è l evento annuale della cuccagna.
- Festa in onore della "Madonna delle Grazie" - settembre

La Compatrona viene festeggiata nella seconda domenica di settembre (la ricorrenza principale è quella dell'8 settembre, festa della Natività di Maria,festa preceduta dalla Novena nella nuova chiesa (fino al 1960 le celebrazioni si svolgevano nell'antica chiesa demolita ed erano tenute dalla Confraternita di Santa Maria delle Grazie.  Nel giorno di festa dopo le celebrazioni e la fiera dei cavalli, il popolo con la banda accompagna il simulacro della Vergine nella processione.
- Città dei Cavalli - in occasione della Festa Madonna delle Grazie - settembre e il giorno di Pasquetta in occasione della Festa Madonna di Costantinopoli, mattina la fiera e il pomeriggio la così detta "Cuccagna"
- Festa dei Lettori - Presidio del libro di Noha - settembre/ottobre
- Presepe vivente - nel periodo natalizio presso il parco del Castello nel centro storico
- Concerto di Natale
- I Dialoghi di Noha - dibattiti e manifestazioni culturali e socio-politiche promossi da L'Osservatore Nohano, rivista on-line del sito www.noha.it - nell'arco di tutto l'anno